# Синявець могильний
Синявець могильний (Aricia agestis) — вид метеликів родини синявцевих (Lycaenidae).

## Поширення
Вид поширений у Центральній та Південній Європі, Північній Африці, Туреччині, Ірані, на Близькому Сході, Кавказі, у Середній Азії, Гімалаях. В Україні трапляється по всій території, крім високогір'я Карпат. На Поліссі поширений локально.
Для місць проживання обирає сухі луки, узбіччя доріг і трав'янисті схили вапнякових гір. Трапляється на висоті до 1000 м.

## Будова
Метелики мають невеликий розмах крил (22-28 мм). Тіло завдовжки до 14 мм. У самців і самиць крила зверху шоколадно-коричневі. Метелик має повний ряд помаранчевих лунок на верхній стороні крил, які у самця зазвичай дрібніші, ніж у самиці. Дві чорні крапки у передньому краї заднього крила розташовані одна під іншою, утворюючи двокрапки.

## Час польотів
1-е покоління — травень-червень, 2-е — середина липня-початок серпня. Травень—жовтень.

## Біологічні особливості
Яйця відкладає поодинці на нижній бік листка кормової рослини. Зимує на фазі гусені. Заляльковування відбувається на нижній частині кормової рослини або поряд з нею у підстилці. Після заляльковування лялечка відноситься мурахами Lasius niger, Lasius alienus, Lasius flavus, Myrmica sabuleti до мурашника.